# Nur eine Nacht (1950)
Nur eine Nacht ist ein deutscher Spielfilm aus dem Jahr 1949. Regie führte Fritz Kirchhoff. Die beiden Hauptrollen waren mit Marianne Hoppe und Hans Söhnker besetzt. Das Drehbuch verfasste Gustav Kampendonk. In der Bundesrepublik Deutschland kam der Streifen das erste Mal am 21. April 1950 in Düsseldorf in die Kinos.

## Handlung
Der Film spielt in Hamburg kurz nach dem Zweiten Weltkrieg. Die Protagonisten sind eine Frau und ein Mann, deren Namen nicht genannt werden. Er verdiente früher sein Geld als Kapitän eines großen Dampfers. Jetzt haust er in einer möblierten Dachbude und arbeitet in einer untergeordneten Stellung an Land. Sie wartet seit sechs Jahren geduldig auf die Rückkehr ihres Mannes. Da erfährt sie, dass dieser sein Glück inzwischen bei einer anderen Frau gefunden hat.
Eines Tages begegnen sich die Frau und der Mann in einem Amüsierlokal auf der Reeperbahn. Sie tanzen miteinander und küssen sich. Jeder spürt zwar des Anderen Not, verdrängt den Gedanken daran aber schnell. Die Nacht verbringen die zwei gemeinsam in einem Hotel. Am Tag danach werden sie durch eine polizeiliche Razzia aus dem Schlaf gerissen. Weil der Mann seinen Ausweis vergessen hat, ergreift er die Flucht. Die Frau wird vorläufig festgenommen und zum Revier gebracht. Dort wird sie von einer Polizeikommissarin verhört. Nachdem diese die Lebensgeschichte der Frau vernommen hat, zeigt sie Verständnis für ihre Lage und lässt sie laufen. Später erkundigt sich der Mann bei der Polizistin nach der Adresse der Frau. Die Kommissarin kann ihm aber nicht helfen. Doch wie es der Zufall so will, laufen sich die Frau und der Mann bald wieder über den Weg. Werden sie jetzt endgültig zusammenfinden?

## Produktionsnotizen
Der Film wurde in den Ateliers Hamburg-Ohlstedt, Hamburg-Heiligengeistfeld und Berlin-Tempelhof produziert. Die Außenaufnahmen entstanden größtenteils auf der Reeperbahn im Hamburger Stadtteil St. Pauli sowie im Hamburger Hafen. Die Bauten stammen von dem Filmarchitekten Ernst H. Albrecht. Hans-Otto Borgmann komponierte die Musik.

## Kritik
„Säuerliches Melodram, das (trotz guter Schauspieler) ohne Überzeugungskraft versucht, die Wurzellosigkeit der Menschen dieser Zeit deutlich zu machen.“

## Quelle
- Programm zum Film: Illustrierte Film-Bühne, Verlag Filmbühne GmbH, München, Nr. 669